# Porosłowo
Porosłowo (biał. Парослава; ros. Порослово) – wieś na Białorusi, w obwodzie brzeskim, w rejonie bereskim, w sielsowiecie Bereza.
W dwudziestoleciu międzywojennym leżało w Polsce, w województwie poleskim, w powiecie prużańskim.